# Ariadna montana
Ariadna montana là một loài nhện trong họ Segestriidae.
Loài này thuộc chi Ariadna. Ariadna montana được William Joseph Rainbow miêu tả năm 1920.